# جانماز

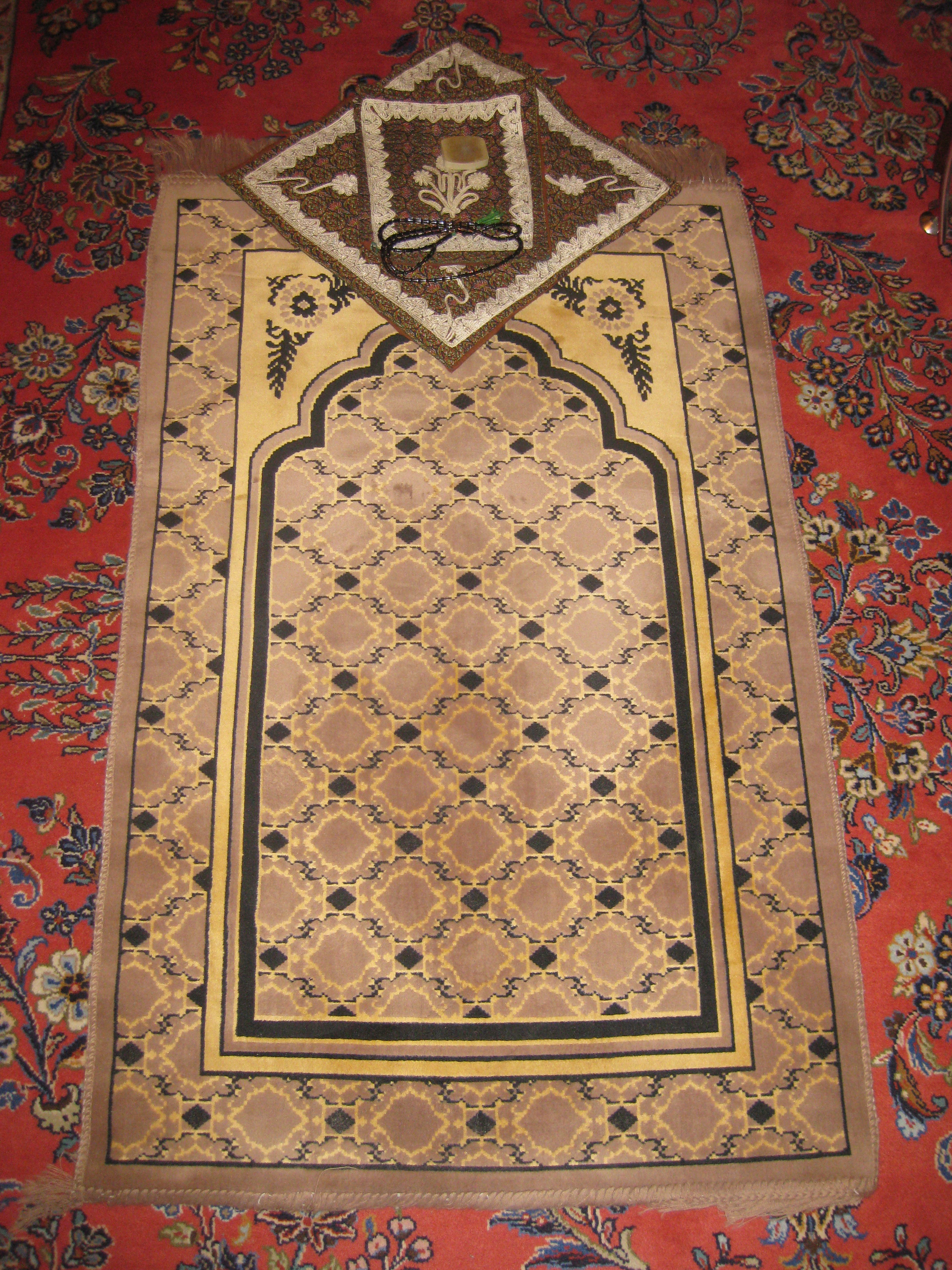
یک جانماز.

جانماز یا سجاده فرشی کوچک است که مسلمانان بر کف اتاق یا زمین می‌گسترند و روی آن نماز می‌گزارند.

## پیدایش
سجاده یا جانماز نوعی قالیچه است که مسلمانان بر آن نماز می‌گزارند. در صدر اسلام سجاده وجود نداشته و در ابتدای پیدایش آن، به این دلیل که سنت پیامبر نبوده، از سوی بسیاری از مسلمانان با آن مبارزه می‌شده و از جمله در دوران بنی امیه سجاده‌ها را می‌سوزاندند.
سجاده را معمولاً بعد از نماز جمع (لوله یا تا) می‌کنند؛ زیرا گذشتگان بر این باور بودند که اگر جانماز جمع نشود شیطان به روی آن خواهد رفت.
طرح اصلی سجاده فرش معمولاً محراب است. نقش قندیل، ستون و سر ستون هم در سجاده معمول است. دوران طلایی بافت سجاده اوایل سدهٔ هفدهم م. (یازدهم ه‍.ق) بوده‌است.
شیعیان در بالای محراب، یا در حاشیه سجاده کتیبه‌هایی به نام معصومین - و اشعاری در مدح ایشان- و کلماتی چون «یاهو» یا حروف ابجد مانند ۱۲۱ (یا علی)، ۱۱ (هو) نقش می‌کرده‌اند. در حالی که سجاده‌های ایرانی با گل و بوته و نقش جانوران زیاد دیده شده، سجاده‌های مناطق دیگر - مانند آسیای صغیر- هرگز با شکل حیوانات دیده نمی‌شود.
سجاده‌های بافت بلوچ، افغان و ترکمن رنگ متن قرمز سیر، ارغوانی تیره یا مشکی دارند.

## تولید سجاده فرش ماشینی
تولید سجاده فرش هیچگاه به صورت دستی انجام نگرفته‌است؛ زیرا مساحت بالای مساجد نیازمند مقدار فرش زیادی است. در صورتی که فرش‌ها دستباف باشند هزینه تمام شده برای مساجد زیاد می‌شود در حالی که به این مورد نیازی نیست. با رونق گرفتن صنعت فرش، کم‌کم محصولی به نام سجاده فرش معرفی شد. سجاده فرش‌ها نیز مثل فرش‌ها توسط دستگاه‌های بافندگی بافته می‌شدند. سجاده فرش‌های ماشینی در کیفیت‌های مختلف ۴۴۰ و ۵۰۰ و ۷۰۰ شانه با تراکم‌های گوناگون تولید می‌شوند. سجاده فرش‌های ماشینی عمولا دارای طول ۰٫۶۳ متر یا ۶۳ سانتی‌متر برای هر شخص بوده و عرض حالت معمول آن ۱۲۵ سانتی‌متر است.

## انواع طرح‌های سجاده فرش مسجد
نقش‌هایی که برای فرش جانمازی یا فرش سجاده ای مورد استفاده قرار می‌گیرند، عمدتاً شامل الگوهای هندسی، طرح‌های مربع و دایره‌ای، نقوش محراب و منبر و نقش‌های اسلامی می‌باشند. همچنین در برخی از موارد، از طرح‌های تذهیب و خاتم‌کاری برای زیبایی بیش‌تر در فرش استفاده می‌گردد.
از نظر ساختار کلی طرح، می‌توان سجاده فرش مسجد و نمازخانه را به ۳ دستهٔ مجزا تقسیم‌بندی کرد. این دسته‌بندی هم در ایران و هم در ترکیه که دارای بزرگ‌ترین صنعت تولید فرش سجاده ماشینی هستند، یکسان می‌باشد:

#### فرش محرابی
طرح‌های دارای محراب که به شکل گنبدی و برگرفته از محراب مسجد هستند، محبوب‌ترین نوع طرح‌ها برای مساجد و نمازخانه‌ها چه در ایران و چه در خارج ایران محسوب می‌شوند. نقش محراب یکی از نمادهای اصلی در بین مسلمانان شیعه و سنی می‌باشد.

#### فرش تشریفاتی
طرح‌های تشریفاتی، بدون محراب و دارای یک حاشیه هستند که از آن حاشیه به منظور قرار دادن مهر یا گاهی به عنوان محل قرارگیری خود نمازگزاران استفاده می‌گردد. این نوع قالی برای منزل نیز به عنوان فرش کناره استفاده می‌شود با این تفاوت که دو حاشیهٔ کناری دارد.

#### سجاده فرش یکپارچه
این نوع طرح که به طرح یک‌تکه هم معروف است، با کنار هم قرار دادن هر یک از رول‌های فرش، شکل‌های هندسی یا ترنج‌ها یکدیگر را کامل کرده و اینگونه فرش کاملاً یکدست به نظر می‌رسد.

### نگارخانه

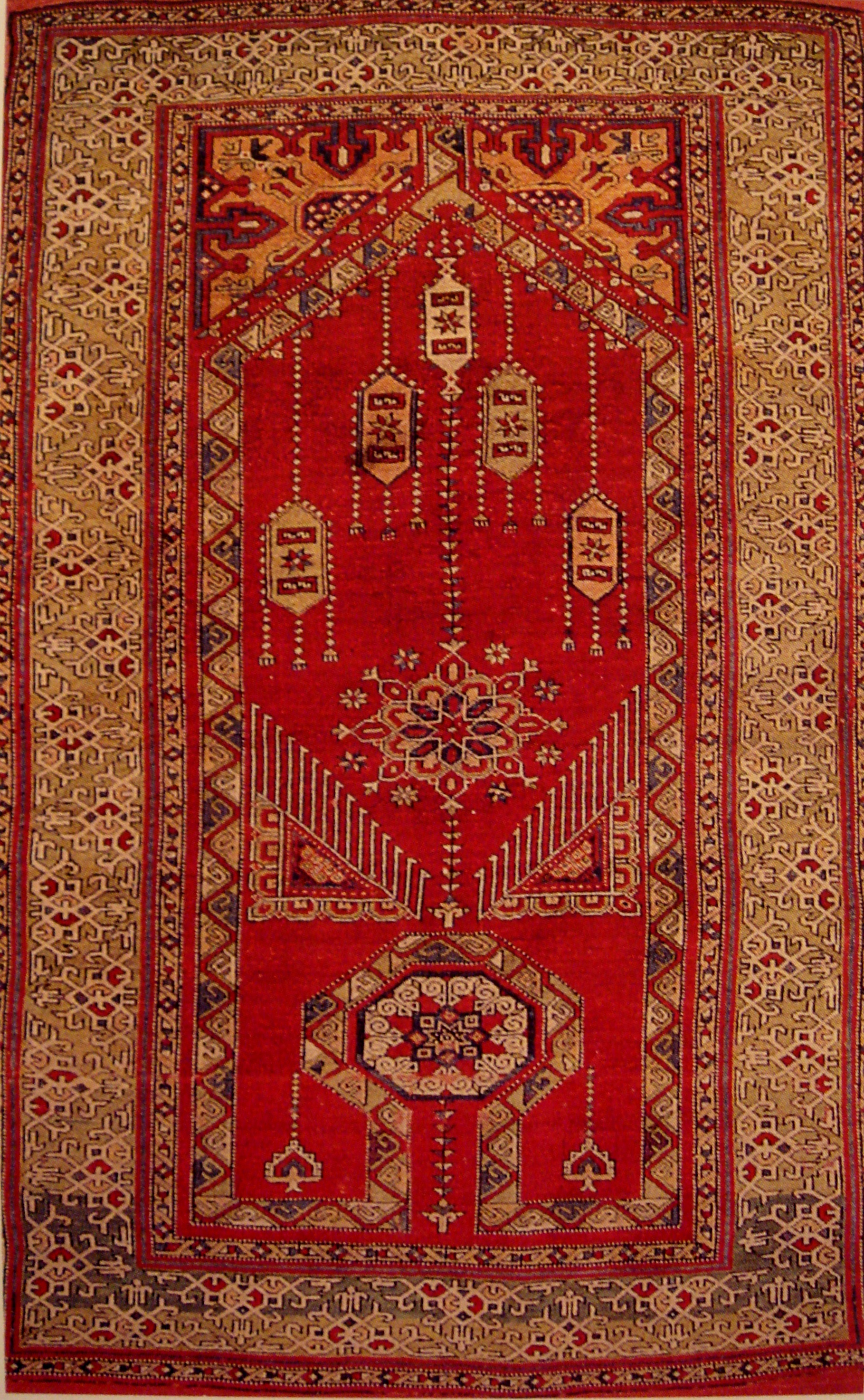